# Васнецов, Всеволод Аполлинарьевич

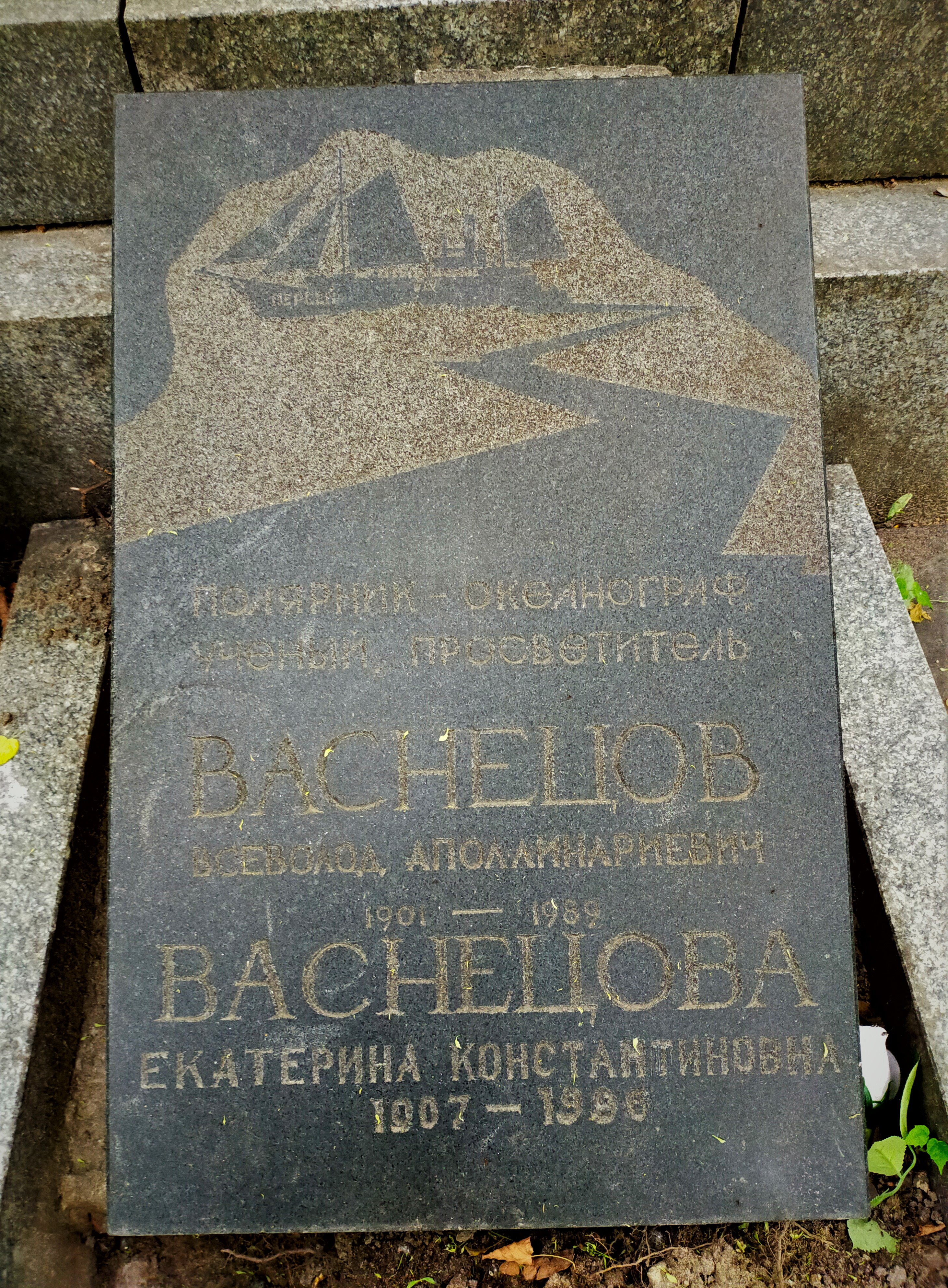
Могила В. А. Васнецова на Введенском кладбище

Всеволод Аполлинарьевич Васнецов (1901—1989) — советский полярный исследователь. Сын художника Аполлинария Михайловича Васнецова, племянник художника Виктора Михайловича Васнецова.

## Биография
Родился 15 (28) ноября 1901 года в Москве. После окончания Высшей аэросъёмочной фотографической школы РКК Воздушного Флота стал одним из первых сотрудников Плавучего морского научного института (Плавморнин). С 1922 по 1932 участвовал в полярных экспедициях на «Персее» и других судах, в этих экспедициях он участвовал вначале как научный сотрудник, а в дальнейшем стал руководителем экспедиций. Был сотрудником Государственного океанографического института. В 1933 году осуждён тройкой ОГПУ на три года условно, в 1989 реабилитирован прокуратурой Мурманской области.
В 1940-х годах был директором Ильменского заповедника.
Организатор Мемориального музея-квартиры А. М. Васнецова, один из инициаторов создания музея-усадьбы В. М. и А. М. Васнецовых на родине художников. Автор книг о полярных исследованиях («Под звёздным флагом „Персея“», 1974) и воспоминаний о братьях Васнецовых.
Жёны — Екатерина Константиновна; Вера Александровна. Сын — Владимир (1925—1997).
Умер 18 июня 1989 года в возрасте 87 лет в Москве. Похоронен на Введенском кладбище (20 уч.).

## Публикации
- Васнецов В. А. Под звездным флагом «Персея» : (Воспоминания). Л.: Гидрометеоиздат, 1974. 279 с.
- Васнецов В. А. Повести Северных морей. Л.: Гидрометеоиздат, 1977. — 120 с